# وسام الدولة
وسام الدولة هو وُسام يُمنَح مِن قِبَلْ الدولة، أو رئيس الدولة، أو البيت الملكي، تقديراً للأعمال الجديرة والجليلة للأفراد. يرجع تاريخ هذا النوع من الأوسمة إلى القرن التاسع عشر الناشئة من وسام الشهامة [الإنجليزية] في العصور الوسطى الذي خرج من قِبل الجماعات الدينية الكاثوليكية الأصلية في ذلك الوقت. في عام 1802 أنشأ نابليون بونابرت وسام جوقة الشرف ويُعتبر أولى الأوسمة الرسمية التي تُقدَّم على مُستوى الدوّل.